# Melanargia galinthias
Melanargia galinthias är en fjärilsart som beskrevs av Hans Fruhstorfer 1916. Melanargia galinthias ingår i släktet Melanargia och familjen praktfjärilar. Inga underarter finns listade i Catalogue of Life.